# سن فرانسیسکو (پوتومایو)
سن فرانسیسکو (انگلیسی: San Francisco, Putumayo)یک منطقه مسکونی در کشور کلمبیا است.